# کیته گرازگر
کیته گرازگر (آلمانی: Käthe Grasegger; ۱۹ ژوئن ۱۹۱۷ – ۲۸ اوت ۲۰۰۱) اسکی‌باز آلپاین اهل آلمان بود.